# Taggsallatsfly
Taggsallatsfly, Hecatera dysodea är en fjärilsart som beskrevs av Michael Denis och Ignaz Schiffermüller 1775. Taggsallatsfly ingår i släktet Hecatera och familjen nattflyn, Noctuidae. Arten  har  en livskraftig, LC, population i Sverige, medan den i Finland förekommer tillfälligt men regelbundet. Fem underarter finns listade i Catalogue of Life, Hecatera dysodea caduca Herrich-Schäffer, 1845, Hecatera dysodea faroulti Rothschild, 1914, Hecatera dysodea innocens Staudinger, 1870, Hecatera dysodea khala Rungs, 1972 och Hecatera dysodea subflava Warren, 1910.

## Bildgalleri

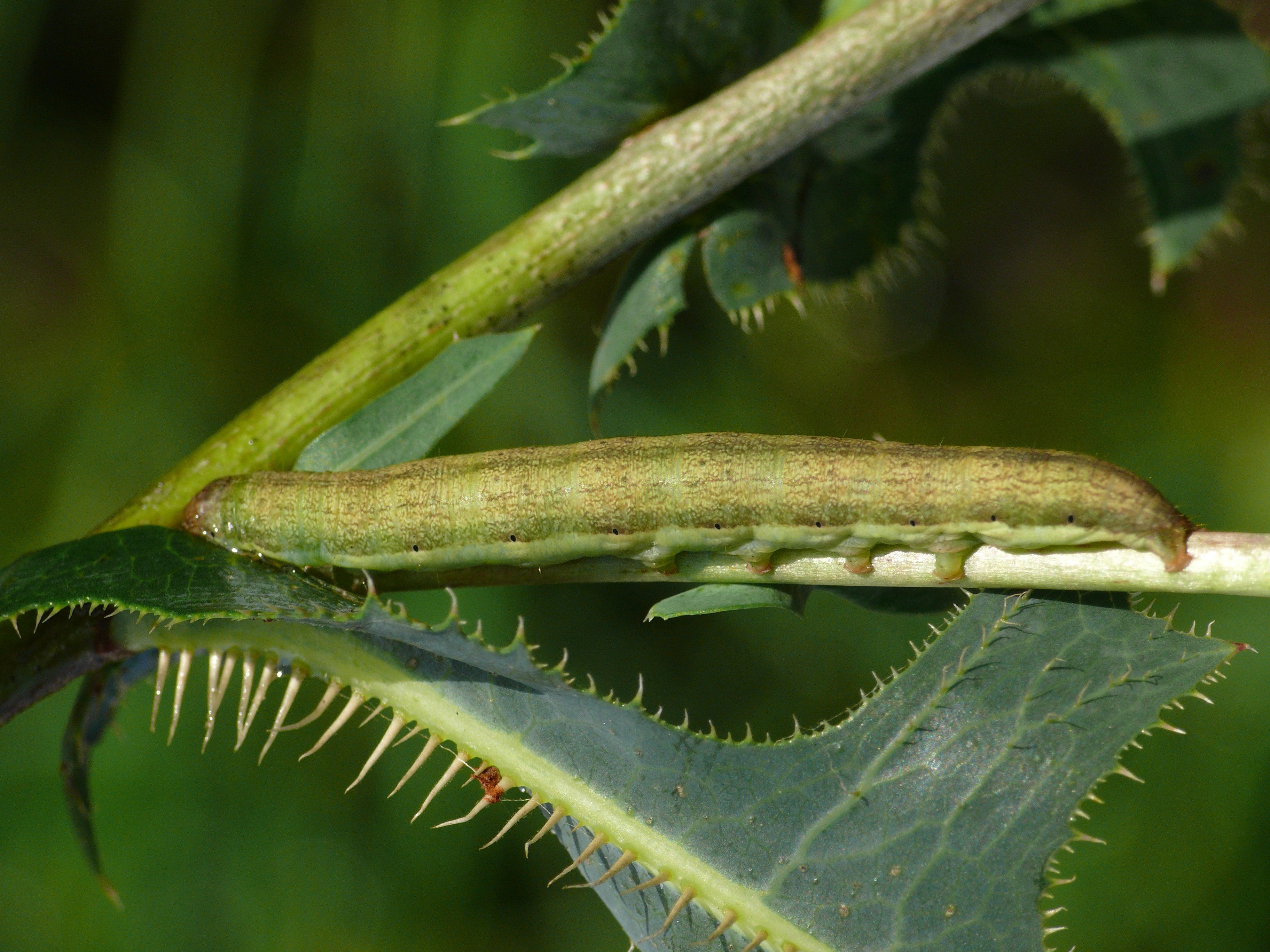
Fjärilens larv
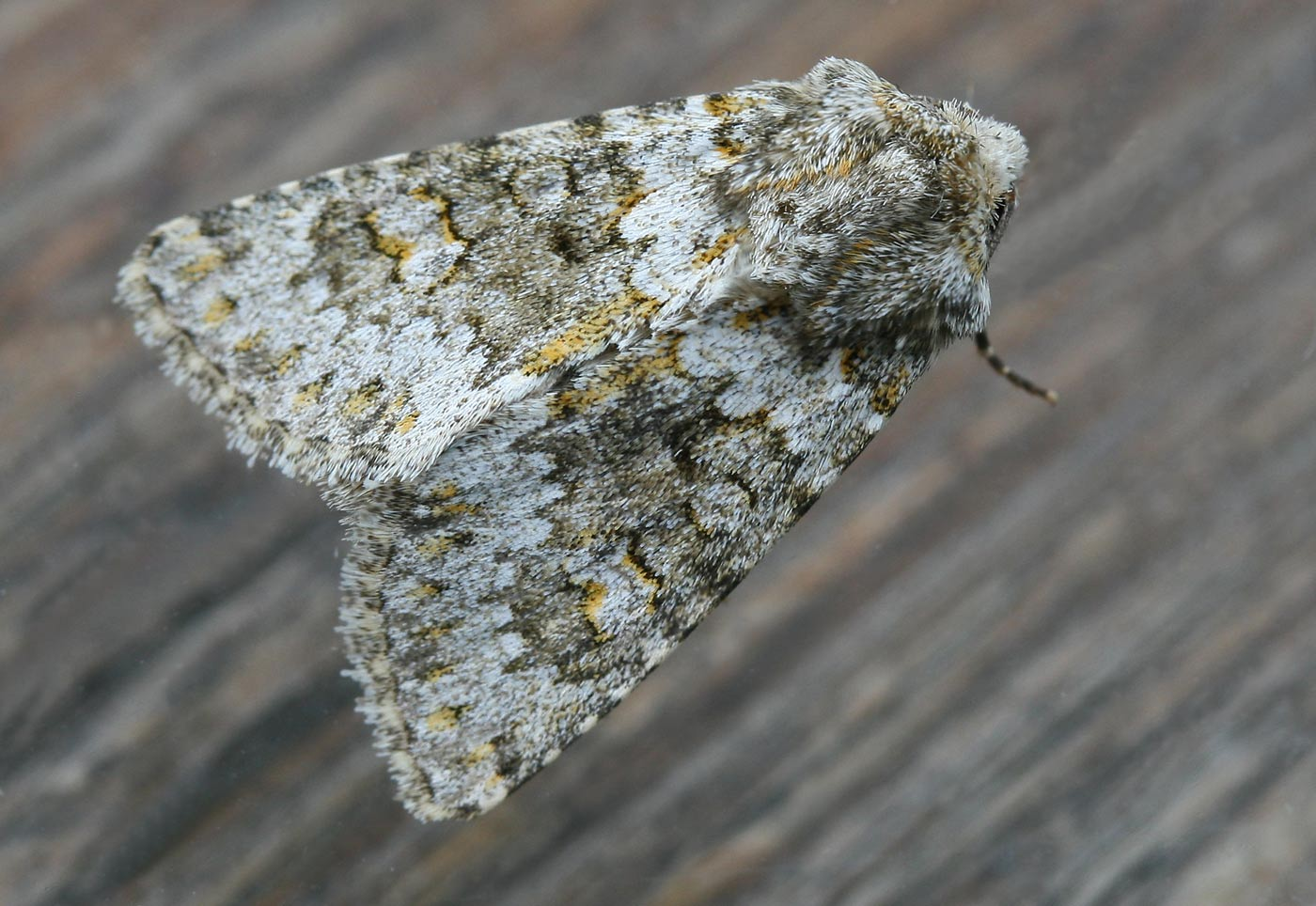
Olika färgvarianter hos imago fjärilar.
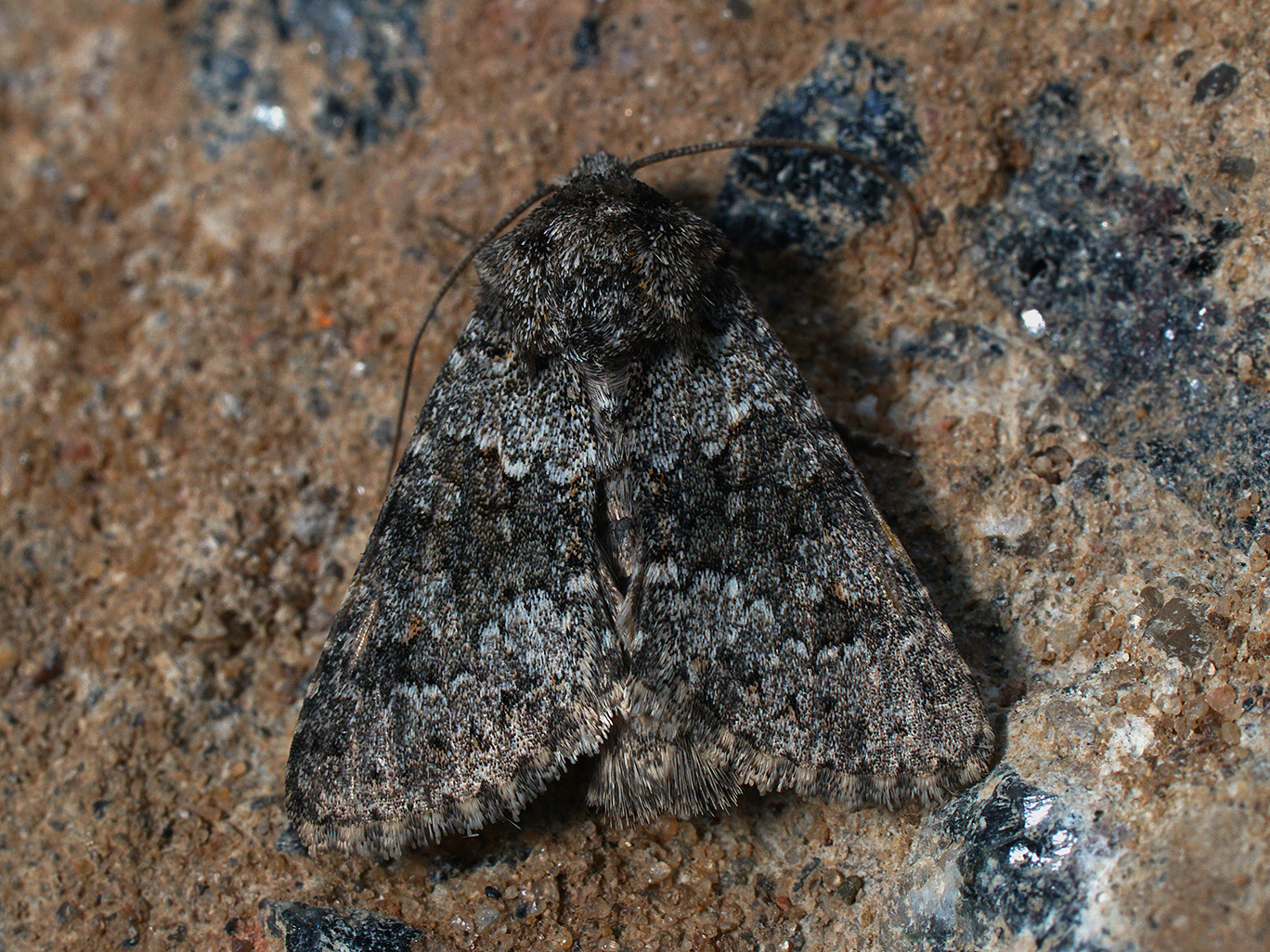
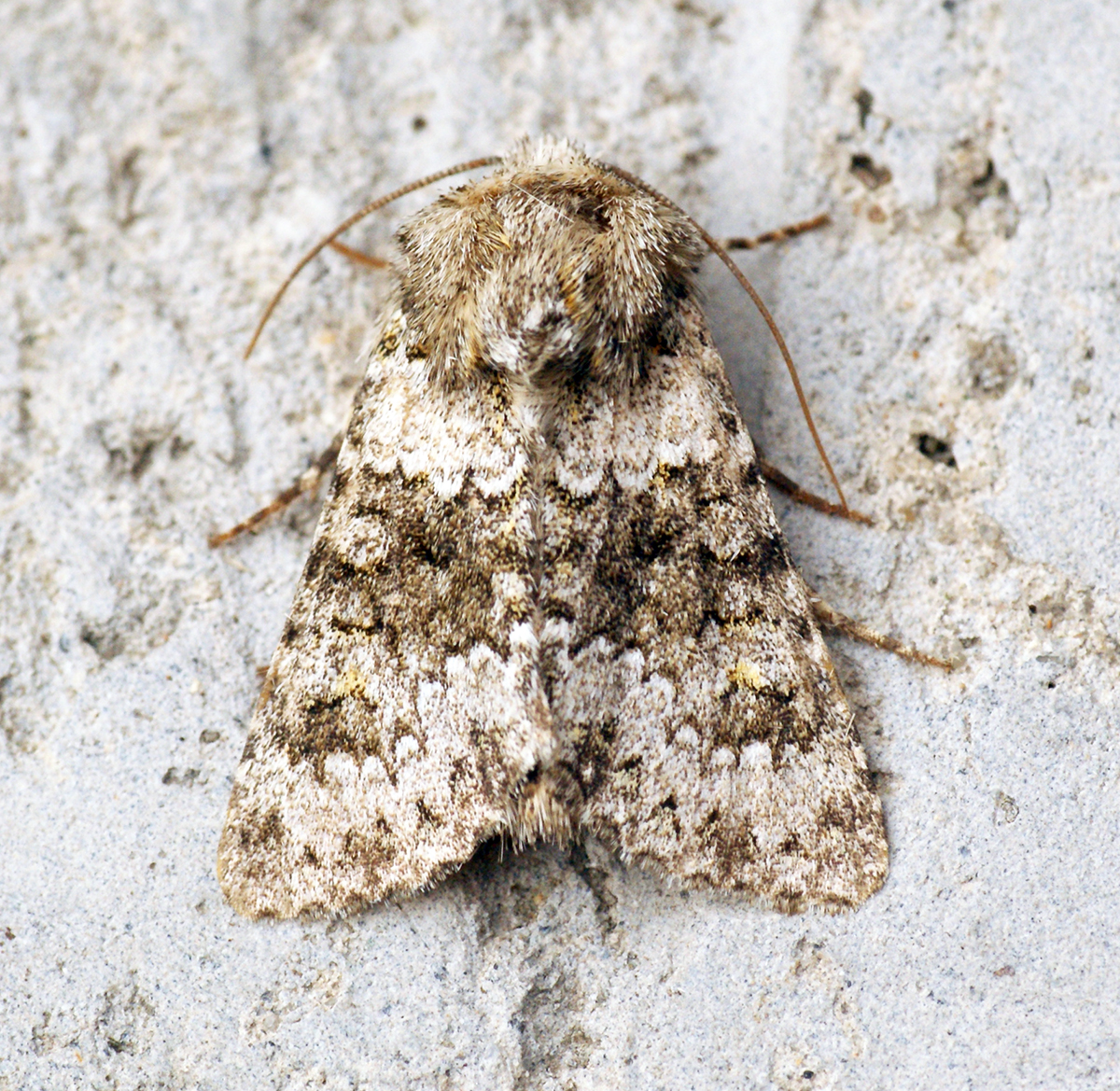